# Vương Triệu Quốc
Vương Triệu Quốc (giản thể: 王兆国; phồn thể: 王兆國; bính âm: Wáng Zhàoguó; Bạch thoại tự: Ong Tiau-kok; sinh tháng 7 năm 1941) là một chính khách nước Cộng hòa Nhân dân Trung Hoa. Ông từng giữ chức vụ Bí thư thứ nhất Ban Bí thư Trung ương Đoàn Thanh niên Cộng sản Trung Quốc, Chánh Văn phòng Trung ương Đảng Cộng sản Trung Quốc, Tỉnh trưởng Chính phủ Nhân dân tỉnh Phúc Kiến , Bí thư Trung ương Đảng, Trưởng Ban Mặt trận Thống nhất Trung ương Đảng Cộng sản Trung Quốc và Ủy viên Bộ Chính trị kiêm Phó Ủy viên trưởng thứ nhất Ủy ban Thường vụ Nhân đại toàn quốc. Ông nghỉ hưu vào năm 2013.

## Tiểu sử
Vương Triệu Quốc sinh ngày 14 tháng 7 năm 1941 tại Phong Nhuận, tỉnh Hà Bắc trong một gia đình nghèo. Từ năm 1961 đến 1966, Vương Triệu Quốc theo học chuyên ngành Tua bin khoa cơ giới động lực Đại học Công nghiệp Cáp Nhĩ Tân. Ông gia nhập Đảng Cộng sản Trung Quốc tháng 12 năm 1965.
Năm 1971 đến 1974, ông là kỹ thuật viên nhà máy Xa Kiều, nhà máy chế tạo ô tô 2, Phó bí thư đoàn nhà máy Xa Kiều, Bí thư đoàn nhà máy chế tạo ô tô 2. Năm 1974 đến năm 1979, ông là Ủy viên thường vụ đảng ủy nhà máy chế tạo ô tô 2, Bí thư thứ nhất Đảng ủy nhà máy Xa Tương kiêm Phó chủ nhiệm ban chính trị nhà máy.
Đến năm 1979, ông Vương, 38 tuổi, được bổ nhiệm làm Bí thư Đảng ủy, Phó quản đốc nhà máy chế tạo ô tô 2. Tháng 9 năm 1982, tại Đại hội Đảng Cộng sản Trung Quốc lần thứ 12, Vương Triệu Quốc được bầu làm Ủy viên Ban Chấp hành Trung ương Đảng Cộng sản Trung Quốc ở tuổi 41 và được bổ nhiệm giữ chức Hiệu trưởng trường Đoàn Trung ương kiêm Bí thư thứ nhất Ban Bí thư Trung ương Đoàn Thanh niên Cộng sản Trung Quốc.
Năm 1984, Vương Triệu Quốc được điều động làm Chánh Văn phòng Trung ương Đảng Cộng sản Trung Quốc. Tháng 9 năm 1985, tại Hội nghị toàn thể lần thứ năm của Uỷ ban Trung ương Đảng Cộng sản Trung Quốc (CPC) lần thứ 12, Vương Triệu Quốc được bầu bổ sung làm Bí thư Ban Bí thư Trung ương Đảng Cộng sản Trung Quốc. Năm 1986 đến 1987, ông giữ chức Bí thư Ban Bí thư kiêm Bí thư Đảng ủy Cơ quan trực thuộc Trung ương. Năm 1987, Vương Triệu Quốc được luân chuyển làm Phó Bí thư Tỉnh ủy, Tỉnh trưởng Chính phủ Nhân dân tỉnh Phúc Kiến.
Ba năm sau, tháng 11 năm 1990, Vương Triệu Quốc được điều động về Bắc Kinh giữ chức Chủ nhiệm Văn phòng sự vụ Đài Loan thuộc Quốc vụ viện Trung Quốc.
Năm 1992, sau Đại hội Đảng Cộng sản Trung Quốc lần thứ 14, Vương Triệu Quốc được bổ nhiệm làm Trưởng Ban Mặt trận Thống nhất Trung ương Đảng Cộng sản Trung Quốc. Tháng 3 năm 1993, ông được bầu kiêm nhiệm chức Phó chủ tịch Ủy ban Toàn quốc Hội nghị Hiệp thương Chính trị Nhân dân Trung Quốc.
Tháng 11 năm 2002, tại Đại hội Đảng Cộng sản Trung Quốc lần thứ 16, Vương Triệu Quốc được bầu làm Ủy viên Bộ Chính trị Đảng Cộng sản Trung Quốc gồm 25 thành viên.
Tháng 3 năm 2003, Vương Triệu Quốc được bầu làm Phó Ủy viên trưởng thứ nhất Ủy ban Thường vụ Đại hội Đại biểu Nhân dân Toàn quốc Cộng hòa Nhân dân Trung Hoa khóa X, nhiệm kỳ 2003—2008.
Tháng 10 năm 2007, tại Đại hội Đảng Cộng sản Trung Quốc lần thứ 17, Vương Triệu Quốc được bầu tái đắc cử Ủy viên Bộ Chính trị. Tháng 3 năm 2008, ông được bầu lại làm Phó Ủy viên trưởng thứ nhất Ủy ban Thường vụ Nhân đại toàn quốc Trung Quốc khóa XI, nhiệm kỳ 2008—2013. Ngoài ra, ông còn giữ chức Chủ tịch Tổng Công hội toàn quốc Trung Hoa từ năm 2002 đến năm 2013.